# 帕克斯 (新南威尔士州)
帕克斯（Parkes）是位于澳大利亚新南威尔士州中部的一个小镇，人口约15,337人（2015年）。

## 友好城市
- 英国科芬翠